# 지오펜스

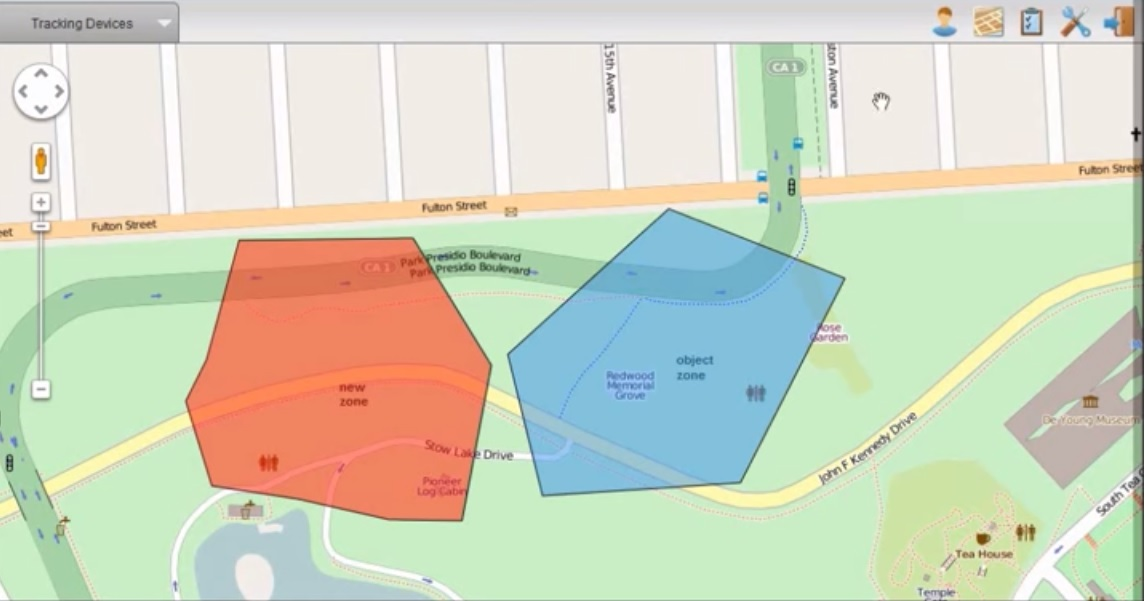
GPS 앱에 정의된 2개의 지오펜스

지오펜스(geofence) 또는 가상 울타리는 실제 지리적 영역에 대한 가상 경계이다. 지오펜스는 동적으로 생성되거나(예: 포인트 위치 주변의 반경) 미리 정의된 경계 세트(예: 학교 구역 또는 동네 경계)와 일치할 수 있다.
지오펜스의 사용을 지오펜싱(geofencing)이라고 하며, 사용 사례 중 하나는 지오펜스에 들어가거나 나가는 위치 기반 서비스 사용자의 위치 인식 장치와 관련이 있다. 지오펜싱 접근 방식은 사용자가 한 장소에서 다른 장소로 이동한 후 잠시 동안 그 장소에 머무르는 관찰을 기반으로 한다. 이 방법은 사용자의 현재 위치에 대한 인식과 관심이 있을 수 있는 위치에 대한 사용자의 근접성에 대한 인식을 결합한다. 이 활동은 장치 사용자에게 경고를 보낼 뿐만 아니라 지오펜스 운영자에게 메시지를 보낼 수도 있다. 장치의 위치가 포함될 수 있는 이 정보는 휴대 전화나 이메일 계정으로 전송될 수 있다.

## 같이 보기
- A-GPS
- 차량 자동 항법 장치
- 인그레스 (비디오 게임)
- 마이크로타깃팅
- 관심 지점